# Ferula kirialovii
Ferula kirialovii är en flockblommig växtart som beskrevs av Pimenov. Ferula kirialovii ingår i släktet stinkflokesläktet, och familjen flockblommiga växter. Inga underarter finns listade i Catalogue of Life.